# The Genius
The Genius (ザ・ジーニアス、朝鮮語: 더 지니어스) は、韓国tvNで放送中のリアリティゲーム番組。

## ザ・ジーニアス： ゲームの法則
ザ・ジーニアス： ゲームの法則（The Genius： Rules of the Game）は、2013年4月26日から7月12日まで放送。

### 出演者
- キム・ギョンラン
- キム・グラ
- キム・ミンソ
- キム・プン
- パク・ウンジ
- ソン・ギュ
- イ・サンミン
- イ・ジュンソク
- チャ・ミンス
- チャ・ユラム
- チェ・ジョンムン
- チェ・チャンヨプ
- 洪榛浩

## ザ・ジーニアス： ルールブレイカー
ザ・ジーニアス： ルールブレイカー（The Genius： Rule Breaker）は、2013年12月27日から2014年2月22日まで放送。

### 出演者
- ナム・フィジョン
- ノ・ホンチョル
- ユ・ジョンヒョン
- ウン・ジウォン
- イ・ダヘ
- イ・ヅフイ
- イ・サンミン
- イ・ウンギョル
- イム・ヨファン
- イム・ユンソン
- キム・ジェギョン
- ジョ・ユヨウン
- 洪榛浩

## ザ・ジーニアス： ブラックガーネット
ザ・ジーニアス： ブラックガーネット（The Genius： Black Garnet）は、2014年10月1日から12月17日まで放送。

### 出演者
- ガン・ヨンソク
- グォン・ズリ
- キム・ギョンフン
- キム・ユヒョン
- キム・ジョンフン
- ナム・フィジョン
- シン・アヨン
- オ・ヒョンミン
- ユ・スジン
- イ・ジョンボム
- チャン・ドンミン
- チェ・ヨンスン
- ハ・ヨンジュ

## ザ・ジーニアス： グランドファイナル
ザ・ジーニアス： グランドファイナル（The Genius： Grand Final）は、2015年6月27日から放映中。

### 出演者
- 洪榛浩
- キム・ギョンラン
- チェ・ジョンムン
- イ・ジュンソク
- イ・サンミン
- イム・ヨファン
- イム・ユンソン
- ユ・ジョンヒョン
- チャン・ドンミン
- オ・ヒョンミン
- チェ・ヨンスン
- キム・ギョンフン
- キム・ユヒョン

## 盗作問題
ザ・ジーニアスは『LIAR GAME』を盗作した。 tvNがライアーゲームをリメイクしたが盗作問題は解決されなかった。 なぜなら『ライアーゲーム』の著作権を持っているのはtvNではなく、'アポロ·ピクチャーズ'だからだ。tvNはザ・ジーニアスの著作権を、オランダ、フランス、イギリスで売った。盗作プログラムの著作権を板と批判を受けている。ザ・ジーニアスPDは盗作の事実を否定している。